# Île Buckingham
Pour les articles homonymes, voir Buckingham.
L'île Buckingham fait partie de l'archipel arctique canadien dans la baie Norwegian au Nunavut. Elle est située immédiatement au sud-ouest de l'île Graham et à 50 km à l'est de l'île Cornwall. L'île Buckingham a une largeur de 10 km et une superficie de 137 km2. Elle fait partie des îles de la Reine-Élisabeth.
Son point culminant est le mont Windsor. Ce dernier et l'île elle-même sont tous deux nommés d'après des palais royaux.